# Гусиноозёрлаг
Гусиноозёрлаг (Гусиноозёрский исправи́тельно-трудово́й ла́герь) — подразделение, действовавшее в системе исправительно-трудовых учреждений СССР.

## История
Гусиноозёрлаг был организован 21 ноября 1940 года на базе одного из лагерных отделений Букачачлага. Управление лагеря размещалось в селе Новоселенгинск Селенгинского района Бурят-Монгольской АССР. В оперативном командовании оно подчинялось Главному управлению исправительно-трудовых лагерей и колоний (ГУЛАГ), позднее было переподчинено Управлению топливной промышленности (УТП), с июля 1941 года — Главному управлению лагерей горно-металлургической промышленности (ГУЛГМП).
Максимальное единовременное количество заключенных могло достигать более 2 000 человек.
Гусиноозёрлаг прекратил своё существование 4 июня 1942 года.
Начальник лагеря — Росман В. Е. (? — 04.06.1942)

## Производство
Основным видом производственной деятельности заключенных были работы по добыче угля на Гусиноозёрском месторождении в районе посёлка Шахты (современный город Гусиноозёрск).